# فيبي
طائر الفيبي عصفور صغير نشط. موطنه الأصلي في الأمريكتين الشمالية والجنوبية. وينتمي إلى عائلة صائد الذباب. وله ظهر رمادي زيتوني، وصدر أبيض مشوب بصفرة. والفيبي معروف عبر شرقي أمريكا الشمالية في الصيف. ويوجد الفيبي الأسود جنوبي الولايات المتحدة، وجنوباً حتى الأرجنتين.
أخذ الفيبي اسمه من النداء الرتيب الذي يصدره (في ـ بي) ويعيش حول المزارع والجسور، حيث يجصص عشه بالألواح الخشبية. ويبني عشه أصلاً من الحزازيات، والطين. يضع الفيبِي من ثلاث إلى ثماني بيضات، وهو يأكل الحشرات
واسمه في المملكة اليونانيه قديما(kisank)
وتعني الجنين